# Војновац
Војновац је насељено место у сјеверној Лици, у саставу општине Јосипдол, Карловачка жупанија, Република Хрватска.

## Географија
Војновац је удаљен око 5 км југоисточно од Јосипдола и око 7 км сјеверно од Плашког. Кроз насеље пролази Личка пруга.

## Историја
До територијалне реорганизације у Хрватској налазио се у саставу бивше велике општине Огулин. Војновац се од распада Југославије до августа 1995. године налазио у Републици Српској Крајини, на граници са Хрватском.

## Становништво
Насеље је према попису становништва из 2011. године имало 94 становника.

### Број становника по пописима
| Националност   | 2001. | 1991. | 1981. | 1971. | 1961. | 1953. | 1948. | 1931. | 1921. | 1910. | 1900. | 1890. | 1880. | 1869. | 1857. |
| бр. становника | 144   | 160   | 178   | 187   | 183   | 198   | 48    | 40    | 178   | 207   | 238   | 164   | 0     | 0     | 0     |

- напомене:

Од 1857. до 1880. подаци су садржани у насељу Тројврх, као и део података од 1910. до 1948.

### Национални састав
| Националност       | 2001.        | 1991.        | 1981.        | 1971.        | 1961.        |
| Хрвати             | 109 (75,69%) | 21 (13,12%)  | 26 (14,61%)  | 37 (19,78%)  | 52 (28,41%)  |
| Срби               | 27 (18,75%)  | 138 (86,25%) | 114 (64,04%) | 146 (78,07%) | 131 (71,58%) |
| Југословени        | —            | 0            | 33 (18,53%)  | 0            | 0            |
| остали и непознато | 8 (5,55%)    | 1 (0,62%)    | 5 (2,81%)    | 4 (2,13%)    | 0            |
| Укупно             | 144          | 160          | 178          | 187          | 183          |